# 21a cerimònia dels Lumières
La 21a cerimònia dels Lumières de la Premsa Internacional, va tenir lloc el 8 de febrer de 2016 a l'Espace Cardin i fou presentada per Aïda Touihri i Patrick Fabre. Durant aquesta cerimònia apareixen dos premis nous, el Lumières a la millor música i el Lumières al millor documental.

## Guanyadors i nominats
Els guanyadors s'indiquen en negreta.
| Millor pel·lícula - Mustang de Deniz Gamze Ergüven - La Belle Saison de Catherine Corsini - Dheepan de Jacques Audiard - El jutge de Christian Vincent - Marguerite de Xavier Giannoli - Trois souvenirs de ma jeunesse de Arnaud Desplechin | Millor director - Arnaud Desplechin per Trois souvenirs de ma jeunesse - Jacques Audiard per Dheepan - Catherine Corsini per La Belle Saison - Philippe Garrel per L'Ombre des femmes - Xavier Giannoli per Marguerite - Maïwenn per Mon roi |
| Millor actor - Vincent Lindon pel paper de Thierry a La Loi du marché i el de Joseph a Journal d'une femme de chambre - Gérard Depardieu pel paper de Gérard a Valley of Love - André Dussollier pel paper de Jean a 21 nuits avec Pattie - Fabrice Luchini pel paper de Michel Racine a El jutge - Vincent Macaigne pel paper de Clément a Les Deux Amis - Jérémie Rénier pel paper d’Antares Bonnassieu a Ni le ciel ni la terre | Millor actriu - Catherine Frot pel paper de Marguerite Dumont a Marguerite - Emmanuelle Bercot pel paper de Tony a Mon roi - Clotilde Courau pel paper de Manon a L'Ombre des femmes - Izïa Higelin pel paper de Delphine a La Belle Saison - Isabelle Huppert pel paper d’Isabelle a Valley of Love - Elsa Zylberstein pel paper d’Anna Hamon a Un plus une |
| Millor actor revelació - Rod Paradot a La Tête haute - Stany Coppet a La Vie pure - Quentin Dolmaire a Trois souvenirs de ma jeunesse - Alban Lenoir a Un Français - Félix Moati a À trois on y va - Harmandeep Palminder a Bébé tigre | Millor actriu revelació - Güneş Nezihe Şensoy, Doğa Zeynep Doğuşlu, Elit Işcan, Tuğba Sunguroğlu i Ilayda Akdoğan a Mustang - Golshifteh Farahani a Les Deux Amis - Sara Giraudeau a Les Bêtises - Baya Medhaffar a À peine j'ouvre les yeux - Lou Roy-Lecollinet a Trois souvenirs de ma jeunesse - Sophie Verbeeck a À trois on y va                       |
| Millor pel·lícula francòfona - Much Loved de Nabil Ayouch - À peine j'ouvre les yeux de Leyla Bouzid - L'Année prochaine de Vania Leturcq - Les Terrasses de Merzak Allouache - Le Tout Nouveau Testament de Jaco Van Dormael - La Vanité de Lionel Baier | Millor guió - Fatima – Philippe Faucon - La Belle Saison – Catherine Corsini i Laurette Polmanss - Trois souvenirs de ma jeunesse – Arnaud Desplechin i Julie Peyr - Mustang – Deniz Gamze Ergüven i Alice Winocour - Marguerite – Xavier Giannoli - 21 nuits avec Pattie – Arnaud i Jean-Marie Larrieu                                                      |
| Millor primera pel·lícula - Mustang de Deniz Gamze Ergüven - Bébé tigre de Cyprien Vial - Les Deux Amis de Louis Garrel - Ni le ciel ni la terre de Clément Cogitore - La Vie pure de Jeremy Banster - Vincent n'a pas d'écailles de Thomas Salvador | Millor fotografia - David Chizallet per Mustang, Les Anarchistes i Je suis un soldat - Matias Boucard per L'Affaire SK1 - Irina Lubtchansky per Trois souvenirs de ma jeunesse - Claire Mathon per Le Dernier Coup de marteau, Mon roi i Les Deux Amis - Arnaud Potier per Les Cowboys - Sylvain Verdet per Ni le ciel ni la terre                           |
| Millor música - Grégoire Hetzel per La Belle Saison i Trois souvenirs de ma jeunesse - Bruno Coulais per Journal d'une femme de chambre - Warren Ellis per Mustang - Gesaffelstein per Maryland - Béatrice Thiriet per L'Astragale - Jean-Claude Vannier per Microbe et Gasoil | Millor documental - El botón de nácar de Patricio Guzmán ex-æquo - L'Image manquante de Rithy Panh ex-æquo - Demà de Cyril Dion i Mélanie Laurent - Human de Yann Arthus-Bertrand - Sud eau nord déplacer de Antoine Boutet - Nous venons en amis de Hubert Sauper                                                                                           |
| Premi Lumière d’honor - Isabelle Huppert | |

## Convidat d'honor
Isabelle Huppert va ser la convidada d'honor d'aquesta cerimònia. Va rebre el Lumières a la millor actriu tres vegades: pel seu paper a La Cérémonie de Claude Chabrol el 1995, per Merci pour le chocolat del mateix Claude Chabrol en 2001, i per Gabrielle de Patrice Chéreau en 2006.
Ha estat nominada aquest any pel seu paper a Valley of Love de Guillaume Nicloux.